# Amy Gilliam
Amy Gilliam (* 1978 als Amy Rainbow Gilliam) ist eine Regisseurin, Produzentin und Kamerafrau.

## Leben
Gilliam wurde als Tochter des Mitgründers der Theatergruppe Monty Python Terry Gilliam und dessen Frau Maggie Weston geboren. Ihre ersten Aufträge in der Filmindustrie erhielt sie 1999 als Kamerafrau, damals jedoch noch als Auszubildende. Schon ein Jahr später, 2000, produzierte sie für Esther Kahn erstmals einen Film. Zwar wurde sie schon 1998 für die Kostüme und Garderobe in Angst und Schrecken in Las Vegas engagiert, jedoch erschien ihr Name nicht im Abspann. Besonders in ihrer Rolle als Produzentin arbeitete sie für einige international bekannte und erfolgreiche Filme, wie 2004 für Harry Potter und der Gefangene von Askaban oder 2009 für Push. In einigen Filmen arbeitete sie mit ihrem Vater zusammen, der Regie führte. Für The Brothers Grimm wurde Amy Gilliam als Regieassistenz engagiert. Vier Jahre später produzierte sie den Film Das Kabinett des Dr. Parnassus, der ebenfalls unter der Leitung Terry Gilliams entstand.

## Filmografie

### Regie und Regieassistenz
- 2002: D.I.Y. Hard
- 2002: Thesphian X
- 2005: The Brothers Grimm
- 2005: Tideland
- 2007: Blood and Chocolate

### Kamera
- 1999: Der Preis des Verbrechens (Trial & Retribution ) (Fernsehserie)
- 1999: Das Ende einer Affäre (The End of the Affair)
- 2000: Gormenghast (Fernsehserie)
- 2000: Randall & Hopkirk (Deceased) (Fernsehserie)
- 2000: Gangster No. 1
- 2000: 102 Dalmatiner (102 Dalmatians)
- 2000: Chocolat – Ein kleiner Biss genügt (Chocolat)
- 2001: Just Visiting
- 2001: Iris

### Produktion
- 2000: Esther Kahn
- 2003: Lara Croft: Tomb Raider – Die Wiege des Lebens (Lara Croft Tomb Raider: The Cradle of Life)
- 2004: Harry Potter und der Gefangene von Askaban (Harry Potter and the Prisoner of Azkaban)
- 2009: Push
- 2009: Das Kabinett des Dr. Parnassus (	The Imaginarium of Doctor Parnassus)

### Kostüm
- 1998: Fear and Loathing in Las Vegas